# Amadocos I
Amadocos (en llatí Amadocus, en grec antic Ἀμάδoκoς) fou rei dels Odrisis de Tràcia al segle v aC.
Era amic i aliat d'Alcibíades d'Atenes en el temps en què aquest era tirà d'una ciutat de la costa de Tràcia, i se'l menciona a la batalla d'Egospòtam l'any 405 aC. Xenofont va visitar el país el 400 aC i diu que Amadocos i Seutes II eren els dos reis més poderosos de Tràcia però s'enfrontaven freqüentment entre ells. L'any 390 aC l'atenenc Trasibul els va reconciliar i els va convertir en aliats d'Atenes, com també diu Diodor de Sicília.
Aristòtil diu que un rei de nom Amadocos va ser atacat pel seu general Seutes, però com que no indica la data no se sap si es tracta dels mateixos personatges.